# Božena Tymichová
Božena Tymichová (* 3. dubna 1945 Praha) je česká spisovatelka pohádkových knížek, výtvarnice a divadelnice.

## Život
Narodila se otci Janu Lukačinovi, pocházejícímu z Podkarpatské Rusi, a Boženě Lukačinové (rozené Proškové). Své krásné dětství prožila na pražských Vinohradech. Má jednoho bratra a dceru, která žije již několik let v zahraničí.
Po základní škole a střední pedagogické škole začala pracovat jako učitelka v mateřských školách v Praze. Celkově tak v oblasti školství strávila 27 let, práci s dětmi a mládeží se však věnuje i v roce 2018, ať již prostřednictvím svých knih, ilustrací a loutkových a maňáskových scénářů, tak jako cvičitelka dětské jógy, učitelka flétny ve družině a organizátorka různých akcí pro děti. V Praze působila až do roku 1991, kdy se s manželem přestěhovala do východočeského Opočna, kde si záhy našla práci v kulturní sekci a působila v ní až do odchodu do důchodu roku 2003. Byla součástí spolku Veselá kupa, který měl na svém programu právě různá pohádková divadelní představení. K prvním představením patřila například pohádka Mrazík.
Je aktivní cvičitelkou jógy, jejíž kurzy v Opočně organizuje.

## Dílo
Do roku 2018 autorce vyšly dvě knihy Pohádky ze zámeckého parku a Poselství z říše skřítků. Obě knihy si sama ilustrovala a na motivy první z nich vydala omalovánky „Pohádky ze zámeckého parku.“ Tvorba je inspirována zákoutími města Opočna (hlavně parkem a historickým jádrem města) a ovlivněna autorčinou láskou k přírodě. Místa a dokonce i místní obyvatele využívá jako zdroj pro svou fantazii, metodou pro její tvůrčí činnost jí je meditace, díky které se vlastně k psaní knih dostala. V roce 2018 plánuje psaní další pohádkové knihy, která má být inspirována výstavou Františka Kupky na Trčkově náměstí v Opočně.
Píše ale také scénáře k loutkovým a maňáskovým představením v rámci spolku Divadélko Batole. Tvoří k nim scénu a kulisy. Zároveň v divadélku aktivně působí jako vodička loutek a organizátorka maňáskových představení.

### Seznam děl

#### Pohádky ze zámeckého parku (2009)
Kniha Pohádky ze zámeckého parku je pohádkovou knížkou pro děti. Děj se odehrává v zámeckém parku města Opočna a jeho blízkém okolí, ale najdeme zde zmínky o celém Královéhradeckém kraji. Hlavními postavami jsou dva skřítkové, Petr a Klíček, kteří dostali jméno po květině petrklíč. Petr a Klíček se narodili týden před Štědrým večerem dvěma lesním skřítkům na louce u opočenského potoka. Jelikož lesní skřítci rostou rychleji než lidské děti, v září už mohou začít chodit do školy. Prožívají společně různá dobrodružství, která jsou prokládána vyprávěními starších skřítků o vzniku různých stromů a skal v opočenském zámeckém parku. Klíček odejde na cesty, ze kterých se na konci knihy vrátí a děj knihy končí, když Klíček pořádá Pomněnku o ruku.
Další postavy, například maminka Violka, teta Hortensie, kamarádka Pomněnka, nesou, stejně jako Petr a Klíček, také jména po květinách. V knize můžeme kromě skřítků nalézt i další pohádkové bytosti, například hejkala, vodníka, čarodějnici nebo čerta.
Kniha je sice pohádková, ale najdeme v ní i spoustu pověstí ze zámku. Z knihy je patrný autorčin postoj zejména k přírodě, ale i k životu. Objevují se v ní i zmínky o umění Feng shui. Konec knihy obsahuje autorčin doslov, kde popisuje, jak meditovat a načerpat novou životní sílu.
Celá kniha obsahuje ilustrace samotné autorky a fotografie paličkovaných výtvorů různých autorek. Autorka na konec knihy přidala také kreslenou mapu zámeckého parku a pár prázdných stránek, do kterých si děti mohou namalovat vlastní pohádku. V příloze knihy nalezneme fakta o městu Opočně a zámeckém parku, která jsou čerpána z Průvodce Opočenskou naučnou stezkou.

#### Poselství z říše skřítků (2011)
pohádková kniha pro děti. Autorka napsala tyto pohádkové příběhy na základě spolupráce s žáky první třídy ZŠ Opočno v rámci družiny za pomoci učitelky Nadi Burýškové. Spolupráce probíhala na základě „literární hry, kdy dospělý navodí téma a spolu s dětmi dotvoří děj.“ Tento projekt, kdy děti byly součástí kreativního procesu vytváření pohádek, byl velmi pozitivně ohodnocen tamní ředitelkou i starostou Opočna. Ilustrace k pohádkám vytvořila sama autorka. Některé z nich jsou provedeny pouze černobíle a slouží dětem jako omalovánky. Čtenáři se tedy mohou účastnit příběhu tak, že podle své fantazie vybarví tyto obrázky. Pohádky se inspirují reálným prostředím města Opočna, odehrávají se např. v zámeckém parku, kolem Zlatého potoka, v okolí kostela Panny Marie. Toto je prostředí, kde pobývají městští skřítci, o jejichž dobrodružstvích kniha vypráví. Městští skřítci bydlí v domech s lidmi, ale ti o jejich existenci nevědí, jelikož skřítci jsou neviditelní pro lidské oko a skřítci se chovají uctivě k lidským věcem, vše, co si půjčí, vrací na stejné místo. Skřítci mají velmi rádi své domácí lidi, jak nazývají své nic netušící hostitele. Hlavními hrdiny na sebe navazujících pohádkových příběhů jsou členové rodiny skřítků z neosídleného domku U Zvonice. Tvoří ji pět skřítků, maminka, tatínek a jejich tři děti, nejstarší Adam, prostřední Vítek a nejmenší Anička. Tito sourozenci spolu s dětmi ze skřítkovské rodiny z vedlejšího domu zažívají spoustu dobrodružství. Rádi chodí společně na výlety, hrají divadlo, vyprávějí si strašidelné historky. Pohádkové příběhy učí své čtenáře důležitých hodnot jako je přátelství, rodina, úcta ke starší generaci (k prarodičům), potřeba pomáhat si mezi sourozenci, ale i poslouchat rodiče.